# Turnhalle (Windhoek)
Die Turnhalle ist eine ehemalige Sporthalle in Windhoek, Namibia. Sie wurde als erste Einrichtung des heutigen SK Windhoek ab 1909 errichtet und erlangte als Ort der Turnhallenkonferenz internationale Bekanntheit. Zwischen 2000 und 2010 wurde diese als Tribunal der Entwicklungsgemeinschaft des südlichen Afrika (SADC), dem SADC-Gerichtshof, genutzt.
Die Turnhalle steht nicht unter Denkmalschutz.

## Geschichte

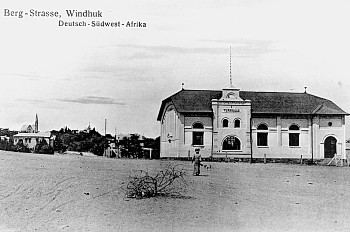
Turnhalle vor der Erweiterung 1912/13

An dem Standort der Turnhalle wurde bereits ab 1899 geturnt. Am 6. März 1909 wurde der Grundstein einer 22 Meter × 14 Meter großen Turnhalle gelegt. Der Bau konnte bereits neun Monate später am 11. Dezember 1909 eröffnet werden. Die Turnhalle in wilhelminischem Stil gilt als „das schönste Bauwerk im Norden der Stadt“ und war das erste Gebäude mit hölzernem Dachstuhl in Deutsch-Südwestafrika.
1912/13 wurde das Gebäude um einen Westflügel erweitert, nachdem die Turnhalle zu klein geworden war. Diese Jahreszahl ist über dem Haupteingang genannt, während am Fundament eine Plakette auf das ursprüngliche Baujahr 1909 hinweist. Beide Gebäudeteile wurden von Otto Busch entworfen.
Anfang 2007 brannte die Turnhalle zu einem Großteil nieder, wurde aber 2008 wieder originalgetreu aufgebaut.

## Nutzung
Die Turnhalle wurde bis zum Ersten Weltkrieg als solche genutzt, ehe die südafrikanischen Truppen 1915 das Gebäude besetzten. Ab dieser Zeit wurde die Turnhalle u. a. auch als Theater benutzt. Die nach dem Gebäude benannte Turnhallenkonferenz verhandelte hier zwischen 1975 und 1977. Aus ihr ging die Demokratische Turnhallenallianz hervor, die heutige Oppositionspartei Popular Democratic Movement.
Nach verschiedenen öffentlichen Nutzungen ab Unabhängigkeit 1990 zog 2000 das SADC-Tribunal ein, das zehn Jahre später aufgelöst wurde.